# Жіноча літературна премія
Жіноча літературна премія (англ. Women's Prize for Fiction; раніше мала спонсорські назви Бейліс та Орандж) — одна з найпрестижніших літературних премій Великої Британії. Цією премією щороку нагороджують письменницю будь-якої національності за найкращий роман, написаний англійською мовою, і опублікований у Великій Британії у попередній рік. Заснована в 1996 році.

## Назви
У попередні роки мала спонсорські назви:
- 1996—2006: Літературна премія Орандж (англ. Orange Prize for Fiction)
- 2007—2008: Літературна премія Орандж Бродбанд (англ. Orange Broadband Prize for Fiction)
- 2009—2012: Літературна премія Орандж (англ. Orange Prize for Fiction)
- 2013: Жіноча літературна премія (англ. Women's Prize for Fiction)
- 2014—2017: Жіноча літературна премія Бейліс (англ. Baileys Women's Prize for Fiction)
- з 2018: Жіноча літературна премія (англ. Women's Prize for Fiction)

## Історія
Премія була заснована для того, щоб відзначати літературні досягнення письменниць. На створення премії організаторів підштовхнула Букерівська премія 1991 року, коли серед авторів книг, котрі потрапили до короткого списку, не виявилося жодної жінки, незважаючи на те, що 60 % опублікованих книг того року були написані жінками. Тоді група чоловіків та жінок, які працюють у книжковій індустрії — автори, видавці, літературні агенти, продавці книг, бібліотекарі, журналісти — зібралися, щоб обговорити цю проблему. Їх дослідження показало, що досягнення жінок у галузі літератури часто не відзначали основними літературними нагородами. 
Переможниця премії отримує 30 000 фунтів стерлінгів, а також бронзову скульптуру під назвою «Бессі», яку створила мисткиня Грізель Нівен, сестра актора та письменника Дейвіда Нівена. Сама скульптура зображає жіночу фігуру і заввишки 12 сантиметрів.
Зазвичай, довгий список номінанток оголошується щороку в березні, а короткий список — у червні; переможницю називають кілька днів потому. Щороку переможницю обирає комітет з «п'яти видатних жінок». Перша п'ятірка номінанток та переможниця отримують право на видання свого роману у шкіряній палітурці.
Спочатку спонсором премії виступав оператор мобільного зв'язку «Orange». Проте 2012 року компанія припинила фінансування премії. У 2014—2017 роках спонсором премії був бренд алкогольних напоїв «Бейліс». З 2018 призовий фонд складається з приватних пожертвувань.

## Переможниці
Переможниці премії:
- Гелен Данмор[en] (1996)[10],
- Енн Майклз[en] (1997)[11],
- Керол Шилдс[en] (1998)[12],
- Сюзанна Берн[en] (1999)[13],
- Лінда Грант (2000)[14],
- Кейт Гренвілл (2001)[15],
- Енн Петчетт (2002)[16],
- Валері Мартін[en] (2003)[12],
- Андреа Леві[en] (2004)[17],
- Лайонел Шрайвер[en] (2005)[18],
- Зеді Сміт (2006)[19],
- Чімаманда Нґозі Адічі (2007)[20],
- Роуз Тремейн[en] (2008)[21],
- Мерилін Робінсон[en] (2009)[22],
- Барбара Кінґсолвер (2010)[23],
- Теа Обрехт[en] (2011)[24],
- Медлін Міллер (2012)[25],
- Емі Гоумс[en] (2013)[26],
- Емеар Макбрайд[en] (2014)[27],
- Алі Сміт (2015)[28],
- Ліза Макіннерні[en] (2016)[29],
- Наомі Альдерман (2017)[30],
- Каміла Шамсі[en] (2018)[31],
- Таярі Джонс (2019)[32],
- Меґґі О'Фаррелл (2020)[33],
- Сюзанна Кларк (2021)[34].

## #ThisBook
У травні 2014 року «Жіноча літературна премія» запустила кампанію #ThisBook. Метою кампанії було з'ясувати, які книги, написані жінками, справили найбільший вплив на читачів. Для запуску кампанії вибрали дев'ятнадцять жінок, «що надихають», і потім тисячі людей з «широкої громадськості» висловили своє бачення таких книг через Твіттер. Список з 20 переможниць оголосили 29 липня 2014 року. Організатори зазначили, що половина книг, що увійшли до цього списку, були опубліковані до 1960 року.
Книги обрані в межах кампанії «#ThisBook»:
1. Убити пересмішника, Гарпер Лі
2. Оповідь служниці, Марґарет Етвуд
3. Джейн Ейр, Шарлотта Бронте
4. Гаррі Поттер, Джоан Роулінг
5. Буремний перевал, Емілі Бронте
6. Гордість і упередження, Джейн Остін
7. Ребекка, Дафна дю Мор'є
8. Маленькі жінки, Луїза Мей Елкотт
9. Таємна історія, Донна Тартт
10. Я захоплюю замок[en], Доді Сміт
11. Під скляним ковпаком, Сильвія Плат
12. Кохана, Тоні Моррісон
13. Звіяні вітром, Марґарет Мітчелл
14. Нам потрібно поговорити про Кевіна[en], Лайонел Шрайвер[en]
15. Дружина мандрівника в часі, Одрі Ніффенеггер
16. Міддлмарч, Джордж Еліот
17. Я знаю, чому птаха співає в клітці[en], Майя Енджелоу
18. Золотий щоденник[en], Доріс Лессінг
19. Барва пурпурова, Еліс Вокер
20. Жіноча кімната[en], Мерилін Френч[en]

## Повернути її ім'я
До 25-ї річниці премії організатори у співпраці зі спонсором Бейліс організували перевидання 25 книг, написаних жінками-авторами, які спочатку були видані під чоловічими псевдонімами, наприклад Міддлмарч Мері Енн Еванс (Джордж Еліот). Справжнє ім'я автора надруковане на суперобкладинці книг у серії під назвою «Повернути її ім'я» (англ. Reclaim Her Name).